# (10321) Rampo
(10321) Rampo est un astéroïde de la ceinture principale.

## Description
(10321) Rampo est un astéroïde de la ceinture principale. Il fut découvert le 26 octobre 1990 à Geisei par Tsutomu Seki. Il présente une orbite caractérisée par un demi-grand axe de 2,33 UA, une excentricité de 0,10 et une inclinaison de 6,1° par rapport à l'écliptique.

## Compléments